# Татарко Володимир Олександрович
Володимир Олександрович Татарко (1923, місто Полтава, тепер Полтавської області — ?) — український радянський діяч, 1-й секретар Київського районного комітету КПУ міста Полтави, секретар Полтавського промислового обкому КПУ.

## Біографія
З 1941 по 1946 рік — в Червоній армії, учасник німецько-радянської війни. Служив техніком-лейтенантом 139-го запасного зенітного артилерійського полку та 731-го зенітного артилерійського полку.
Освіта вища. Член ВКП(б).
На 1956—1957 роки — директор Щемилівського заводу міста Полтави.
На 1959—1962 роки — 1-й секретар Київського районного комітету КПУ міста Полтави.
8 січня 1963 — 14 грудня 1964 року — секретар Полтавського промислового обласного комітету КПУ — голова промислового обласного комітету партійно-державного контролю. Одночасно, 11 січня 1963 — 15 грудня 1964 року — заступник голови виконавчого комітету Полтавської промислової обласної ради депутатів трудящих.
З грудня 1964 року — на відповідальній партійній роботі в місті Полтаві та Полтавській області.
Подальша доля невідома.

## Звання
- технік-лейтенант

## Нагороди
- ордени
- медалі